# チュックニン県
チュックニン県（チュックニンけん、ベトナム語：Huyện Trực Ninh / 縣直寧? ）は、ベトナムナムディン省の県。面積は143.54km²、人口は195,760人（2004年）である。

## 行政区画
3市鎮18社を管轄する。